# Saint-Victor-de-Buthon
Saint-Victor-de-Buthon ist eine französische Gemeinde mit 509 Einwohnern (Stand: 1. Januar 2022) im Département Eure-et-Loir in der Region Centre-Val de Loire; sie gehört zum Arrondissement Nogent-le-Rotrou und zum Kanton Nogent-le-Rotrou.

## Geographie
Saint-Victor-de-Buthon liegt etwa 40 Kilometer westsüdwestlich von Chartres. Umgeben wird Saint-Victor-de-Buthon von den Nachbargemeinden Bretoncelles im Nordwesten und Norden, Vaupillon im Norden, Saint-Éliph im Norden und Nordosten, Montireau im Osten, Montlandon im Südosten, Saintigny im Südosten und Süden, Marolles-les-Buis im Süden und Südwesten sowie Sablons sur Huisne im Westen.

## Bevölkerungsentwicklung
| Jahr                       | 1962 | 1968 | 1975 | 1982 | 1990 | 1999 | 2006 | 2020 |
| Einwohner                  | 613  | 555  | 482  | 471  | 454  | 461  | 529  | 505  |
| Quellen: Cassini und INSEE |      |      |      |      |      |      |      |      |

## Sehenswürdigkeiten
- Kirche Saint-Victor-et-Saint-Gilles, seit 1990 Monument historique
- Herrenhaus und Teiche von Perruchet

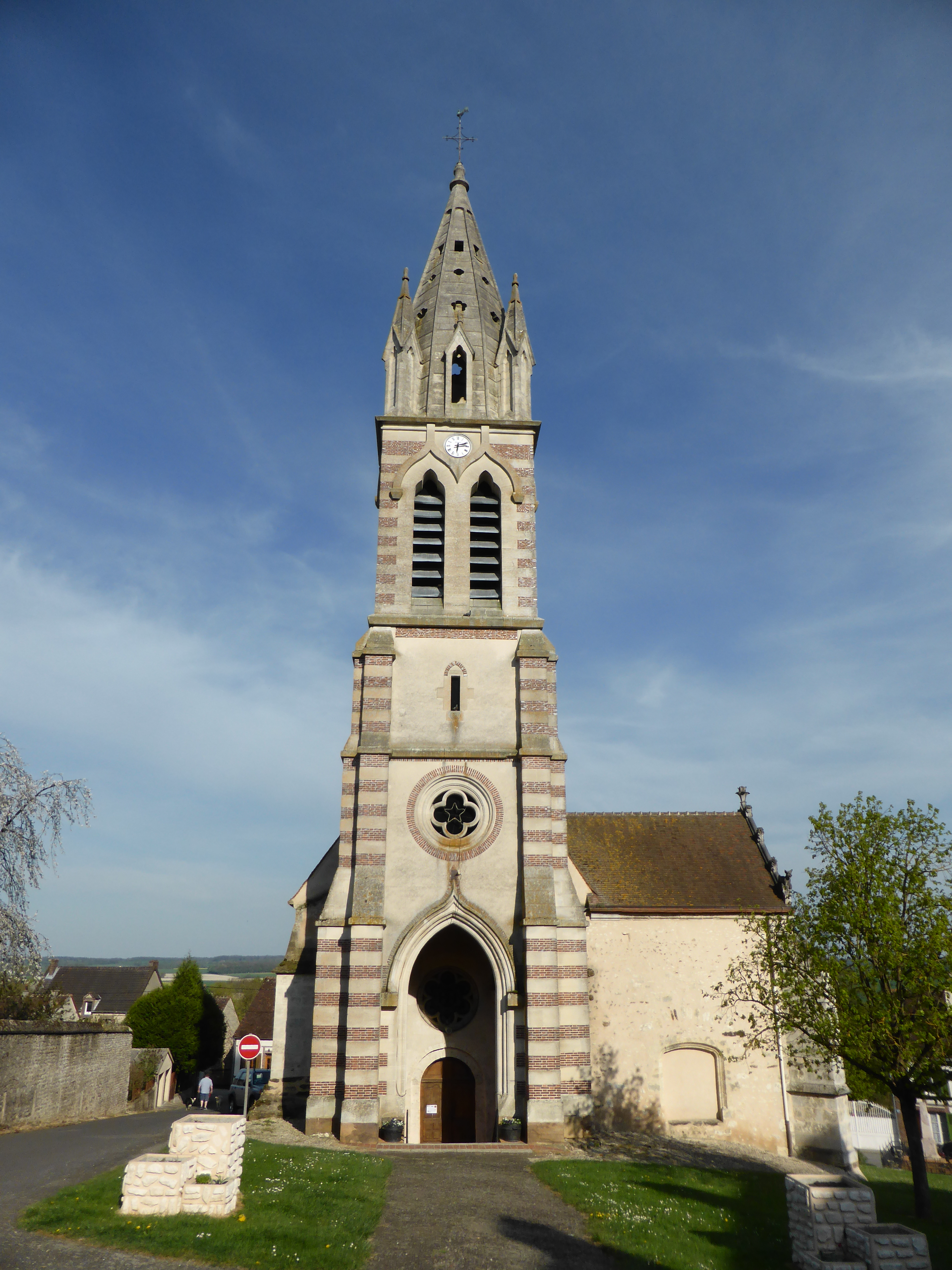
Kirche Saint-Victor-et-Saint-Gilles